# Ik ook van jou (boek)
Ik ook van jou is de debuutroman van de Nederlandse schrijver Ronald Giphart. Het boek verscheen in 1992 en werd een jaar later bekroond met het Gouden Ezelsoor.

## Verhaal
Ronald en (Edgar) Fräser, twee vrienden, besluiten op vakantie te gaan naar de Dordogne. De twintigers zijn aankomende schrijvers, wat als gevolg heeft dat hun gesprekken over weinig anders gaan. Ronald heeft een emotioneel zware relatie achter de rug, waar hij nog vaak over nadenkt. Dit wordt in het boek verbeeld in de vorm van flashbacks.
De vrienden ontmoeten tijdens een kanotocht twee meiden, met wie ze besluiten op te trekken. Ronald wordt verliefd op Silke, Fräser op Nadine. Bij elke ervaring van Ronald moet hij terugdenken aan zijn afgelopen relatie met Reza, wat hem terughoudend maakt.
Aan het einde van de vakantie besluit het viertal geen vervolg te geven aan hun relaties, waarna de jongens weer naar huis vertrekken. Ronald bedenkt zich echter onderweg en rijdt terug naar de camping van Silke en Nadine.

## Verfilming
In 2001 werd de roman onder dezelfde titel verfilmd door regisseur Ruud van Hemert. De film werd in datzelfde jaar bekroond met de Grolsch filmprijs en de Gouden Filmprijs.